# Loreen Bender
Loreen Bender (* 21. August 2005 in Hanau) ist eine deutsche Fußballspielerin. Sie ist seit dem 1. Juli 2023 Vertragsspielerin von Bayer 04 Leverkusen.

## Karriere

### Vereine
Bender begann im Alter von sechs Jahren beim Hanauer Stadtteilverein VfR Kesselstadt mit dem Fußballspielen. Ein Jahr später, im Jahr 2012, spielte sie in Bad Vilbel in der Mädchen-Spielgemeinschaft Bad Vilbel, hervorgegangen durch den Zusammenschluss der Vereine FC Massenheim, SC Dortelweil und SSV Heilsberg. Zusätzlich spielte sie für den in ihrem Geburtsort ansässigen FC Hanau 93 in einer Jungenmannschaft. Von der MSG Bad Vilbel wechselte sie zur B-Jugendmannschaft von Eintracht Frankfurt, damals noch 1. FFC Frankfurt. Für diese bestritt sie in der Saison 2020/21 in der Staffel Süd der B-Juniorinnen-Bundesliga sieben Punktspiele, in denen sie vier Tore erzielte.
Zur Saison 2021/22 in die zweite Mannschaft aufgerückt, kam sie für diese bis zum Saisonende 2022/23 in der 2. Bundesliga in insgesamt 32 Punktspielen zum Einsatz, in denen sie elf Tore erzielte. Ihr Debüt im Seniorinnenbereich zum Saisonauftakt am 15. August 2021 beim 4:1-Sieg im Heimspiel gegen den FC Ingolstadt krönte sie mit ihrem ersten Tor, dem Treffer zum 2:1 in der 54. Minute.
Zur Saison 2023/24 wurde sie vom Bundesligisten Bayer 04 Leverkusen verpflichtet. Nachdem sie am 3. Dezember 2023 (14. Spieltag) für die zweite Mannschaft in der drittklassigen Regionalliga West beim 3:0-Sieg im Heimspiel gegen den 1. FC Köln II zum Einsatz gekommen war und das Tor zum Endstand in der 80. Minute erzielt hatte, debütierte sie am 15. Dezember 2023 (10. Spieltag) für die erste Mannschaft in der Bundesliga. Beim 4:1-Sieg im Heimspiel gegen den MSV Duisburg wurde sie in der 63. Minute für Paulina Bartz eingewechselt.

### Auswahl-/Nationalmannschaft
Bender kam als Spielerin der U14-Auswahlmannschaft des Hessischen Fußball-Verbandes im Turnier um den DFB-Länderpokal an der Sportschule Wedau in Duisburg im Jahr 2018 und 2019 in jeweils vier Spielen zum Einsatz und erzielte zwei Tore.
Als Nationalspielerin für den DFB debütierte sie in der U15-Nationalmannschaft, die das am 23. Oktober 2019 in Büsingen am Hochrhein mit 5:0 in Freundschaft gewonnene Länderspiel gegen die Schweizer U16-Nationalmannschaft bestritt.
Für die U17-Nationalmannschaft bestritt sie in den Jahren 2021 und 2022 insgesamt 13 Länderspiele, in denen ihr fünf Tore gelangen. Ihr erstes erzielte sie bei ihrem Debüt am 14. September 2021 in Skärhamn beim 5:1-Sieg im Freundschaftsspiel gegen die U17-Nationalmannschaft Schwedens mit dem Treffer zum 4:0 in der 50. Minute per Strafstoß. Gleich zwei Länderspieltore gelangen ihr zwei Tage später beim 5:1-Sieg im Freundschaftsspiel gegen die U17-Nationalmannschaft Norwegens mit den Treffern zum 3:0 und 4:0 in der 63. und 66. Minute. Des Weiteren bestritt sie ein weiteres Freundschaftsspiel, drei in der Ersten EM-Qualifikationsrunde, Liga A, Gruppe 4, sowie das Halbfinale und Finale der Europameisterschaft 2022. Bei der Weltmeisterschaft in Indien wurde sie in fünf Spielen eingesetzt und wurde mit vier Toren von der FIFA mit dem Goldenen Schuh als erfolgreichste Torschützenkönigin ausgezeichnet. Im Spiel um Platz 3 gegen Nigeria erzielte sie dabei das 3:3 per Fallrückzieher und gewann mit diesem Tor als jüngste Spielerin jemals die Wahl der ARD-Sportschau für das Tor des Monats Oktober 2022. Für die U19-Weltmeisterschaft 2023 in Belgien war sie nominiert, nahm aber verletzungsbedingt nicht teil.

## Erfolge
- U17-Europameister 2022
- U17-WM-Torschützenkönigin (mit vier Toren; gemeinsam mit Momoko Tanikawa und Linda Caicedo)
- Finalist B-Juniorinnen-Meisterschaft 2022

## Auszeichnungen
- Torschützin des Monats Oktober 2022[10]
- Preisträgerin der Fritz-Walter-Medaille 2024 in Gold (beste U19-Nachwuchsspielerin)